# MSCI World

MSCI World (1969-2020).

MSCI World (Morgan Stanley Capital International World) — фондовий індекс ринкової капіталізації акцій компаній, метою якого є вимірювання продуктивності ринку цінних паперів розвинених країн.

## Опис

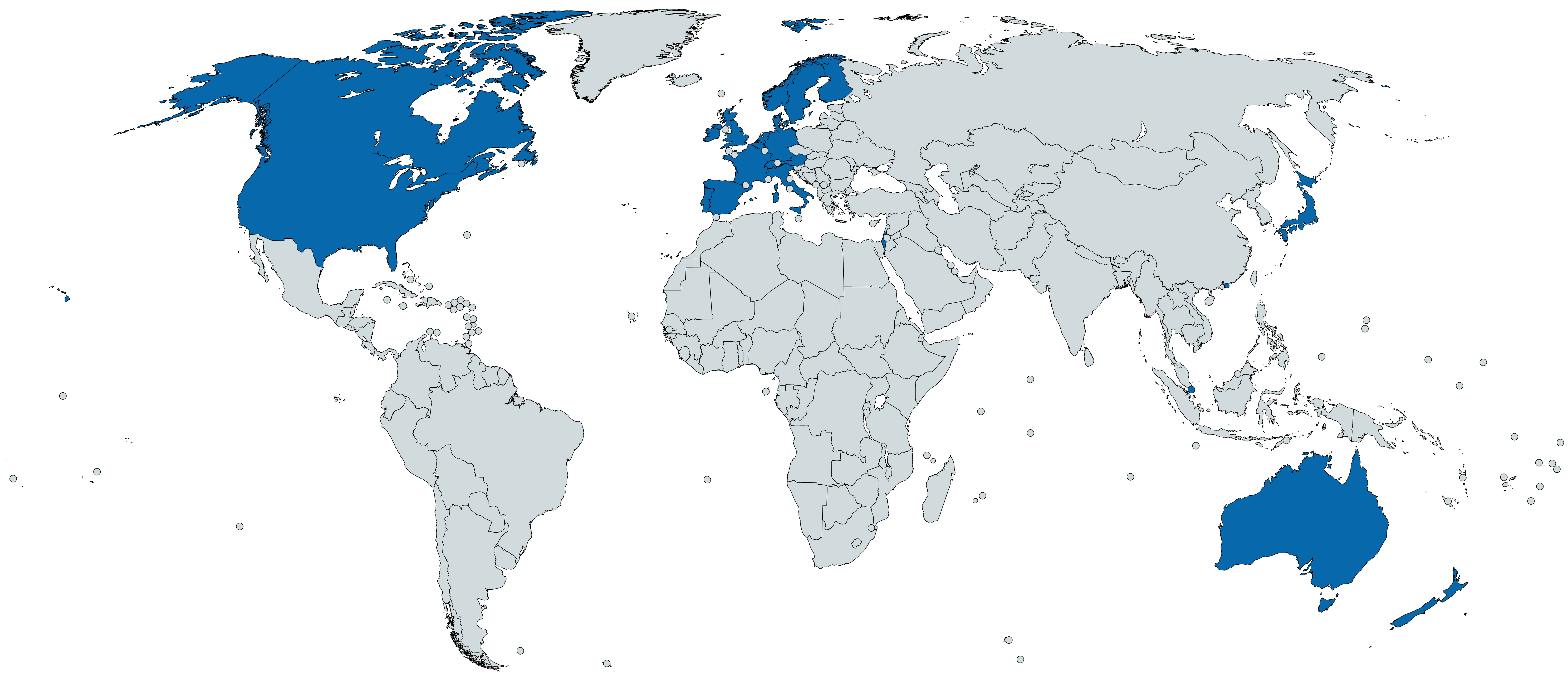
Мапа країн, які враховуються в індексі

Індекс розраховується Morgan Stanley Capital International з 31 грудня 1969 року. Провайдером індексу є агентство MSCI Barra, що створене у 2004 році MSCI та Barra.
Класифікація країн для розрахунку індекса:
- розвинені країни
- країн, що розвиваються

## Учасники індексу
Складається з ринків цінних паперів наступних 23 розвинених країн:
| - Австралія - Австрія - Бельгія - Канада - Данія - Фінляндія - Франція - Німеччина | - Гонконг - Ірландія - Ізраїль - Італія - Японія - Нідерланди - Нова Зеландія - Норвегія | - Португалія - Сінгапур - Іспанія - Швеція - Швейцарія - Велика Британія - США |